# Hypseocharis fiebrigii
Hypseocharis fiebrigii är en näveväxtart som beskrevs av Paul Erich Otto Wilhelm Knuth. Hypseocharis fiebrigii ingår i släktet Hypseocharis och familjen näveväxter. Inga underarter finns listade i Catalogue of Life.